# Sacerdocio común de los fieles

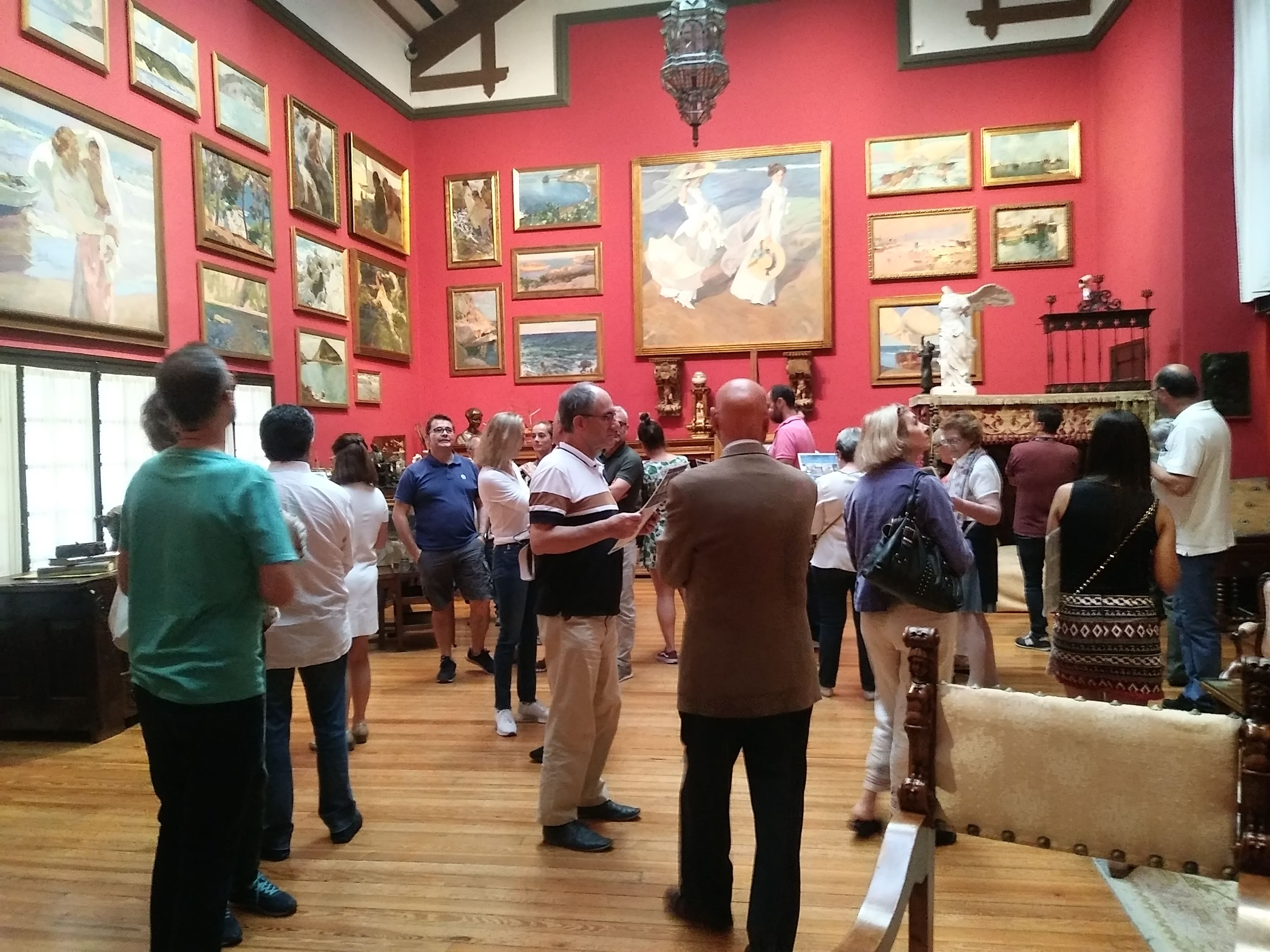
Posibilidad de contemplación sacerdotal del mundo en un museo

El Sacerdocio común de los fieles consiste en la consagración al servicio de la Iglesia y de Dios por parte de los pertenecientes a una confesión cristiana. Esta consagración tiene su origen por el sacramento del bautismo. El Sacerdocio común de los fieles es también denominado Sacerdocio real de los fieles. 
La doctrina católica indica que el sacramento del bautismo confiere un carácter sacerdotal. El fiel bautizado adquiere una participación real con el sacerdocio de Cristo, que en el cristianismo es el único sacerdote. El Concilio Vaticano II, en su constitución dogmática Lumen Gentium dice que "El sacerdocio común de los fieles y el sacerdocio ministerial o jerárquico, aunque diferentes esencialmente y no sólo en grado, se ordenan, sin embargo, el uno al otro, pues ambos participan a su manera del único sacerdocio de Cristo".

## Teología del laicado
La teología del laicado promovida por el Concilio Vaticano II quiere descubrir en las fuentes de la Sagrada Escritura y de las enseñanzas de los Padres de la Iglesia la función y misión que tienen dentro de la Iglesia los fieles laicos, dentro de la misión de la Iglesia que según san Pablo consiste en "reunir todas las cosas, tanto las del cielo como las de la tierra, bajo un único Señor, Jesucristo".

### Concilio Vaticano II
En su constitución dogmática Lumen Gentium, el Concilio Vaticano II explica que los fieles ejercen su sacerdocio real "en la recepción de los Sacramentos, en la oración y acción de gracias, en el testimonio de la santidad de vida, la abnegación y la caridad activa". El modo por el cual los fieles laicos ejercen el sacerdocio común en la Eucaristía es por su real participación en el sacrificio eucarístico de Cristo, fuente y centro de toda la vida cristiana, ofrecen la víctima divina y a sí mismos a Dios; así, ya sea por la oblación ya sea por la sagrada comunión, no indiscriminadamente, sino cada uno a su modo, todos toman parte en la acción litúrgica.
En carta a los Hebreos que subraya el acto sacerdotal de Cristo en el sacrificio y en la intercesión ante el Padre, la identificación que se hace del sacrificio con el ofrecimiento que Cristo hace de su cuerpo en la última cena y el mandato de repetirlo en su memoria, hacen ver que se trata de un sacrificio y que, como tal es necesario un sacerdote. Ahora bien, no se afirma un sacerdocio distinto del de Cristo, sino más bien una participación conferida a los sacerdotes de ese único y sumo sacerdocio. También los fieles laicos participan del único sacerdocio de Cristo.

### El sacerdocio del pueblo en la historia de las religiones
El pueblo de Israel nace con Abraham y la  Alianza con Dios. Históricamente tiene su punto culminante en la alianza con Moisés. La Alianza en el Sinaí es con todo el pueblo, como asamblea litúrgica y sacerdotal - qahal - por eso el pueblo del Antiguo Testamento o Alianza es en su totalidad un pueblo sacerdotal, aunque las funciones propiamente sacerdotales estaban reservadas para la tribu de Levi. En la historia de las religiones la figura del sacerdote como mediador está continuamente presente. En la religión de Israel Dios no solamente es uno y único, sino que es el Señor de la historia, el Dios de Abraham, Isaac y Jacob, continuamente presente en su pueblo, liberador, creador.

### Funciones del sacerdocio común de los fieles
Son tres las funciones principales de los fieles cristianos en relación con su sacerdocio común: anunciar el Evangelio allí donde viven y trabajan, participar activa y conscientemente en la celebración de los sacramentos y acompañar a los hombres en su camino hacia Dios.

#### La reforma luterana y la posición del concilio de Trento
Lutero al negar el carácter sacrificial de la Eucaristía, a pesar de afirmar la presencia real de Cristo junto con la substancia del pan, negó también el carácter sacramental de los ministros ordenados, reafirmando el carácter sacerdotal del todo el pueblo. Por ese motivo la contrarreforma católica aclaró la doctrina del sacrificio de la Santa Misa al mismo tiempo que reafirmaba el carácter sacramental del ministerio ordenado. El sacerdocio del Nuevo Testamento es «poder de consagrar y de ofrecer el cuerpo y la sangre verdadera del Señor y de perdonar y retener los pecados». Las otras funciones no fueron tratadas directamente debido a que más bien solo se discutieron los problemas relacionados con la teología de protestantes.

#### Función sacrificial o santificadora
El concepto de sacerdocio como mediador está unido, en todas las religiones, al carácter sacrificial. El sacerdote es quien ofrece la víctima como manera de comunicarse con la divinidad, ya sea como muestra de alabanza o adoración, como acción de gracias o como petición de bienes, sobre todo petición de perdón. Por eso la novedad de Jesucristo y de la religión cristiana consiste en la introducción de un nuevo concepto de sacrificio a través de la palabra - logos, dabar -, es decir de una nueva significación trascendental. Se trata de hacer sagrado - sacrum - la misma vida, según el modelo ejemplar de Jesucristo. San Pedro en su epístola lo explica de esta manera: "también vosotros, cual piedras vivas, entrad en la construcción de un edificio espiritual, para un sacerdocio santo, para ofrecer sacrificios espirituales, aceptos a Dios por mediación de Jesucristo".

#### La función de enseñar o evangelizar del sacerdocio común
Todo cristiano por la misma naturaleza del bautismo está llamado a evangelizar. Toda la vida sacerdotal de  Jesucristo está unida a la palabra, el anuncio de la nueva o alegre noticia, que esa es la definición de la palabra Evangelio. Por eso todo fiel cristiano es depositario de la palabra, y anunciador de los misterios de la Pasión, Muerte y Resurrección de Jesucristo. Así L. Bouyer que toma «palabra» en su sentido neotestamentario más amplio e indica que la gracia propia es la de la predicación con la misma intensidad y actualidad que la que tenía la de Cristo

#### El sacerdocio común y las realidades seculares
El sacerdocio sacramental no se entiende sino a partir del concepto del sacerdocio común de los fieles. El papa san Juan Pablo II enseñaba que compete a los fieles laicos por su sacerdocio común la santificación de todas las estructuras terrenas. "los fieles laicos viven en el mundo, esto es, implicados en todas y cada una de las ocupaciones y trabajos del mundo y en las condiciones ordinarias de la vida familiar y social, de la que su existencia se encuentra como entretejida. Ellos son personas que viven la vida normal en el mundo, estudian, trabajan, entablan relaciones de amistad, sociales, profesionales, culturales, etc. El Concilio considera su condición no como un dato exterior y ambiental, sino como una realidad destinada a obtener en Jesucristo la plenitud de su significado".

#### La función del fiel como unificador
Tomás de Aquino define con precisión los límites del sacerdocio común de los fieles, anticipando de algún modo el concepto explicado y definido en el ya mencionado documento conciliar: El laico justo se une a Cristo por la fe y caridad en una unión espiritual y no por el poder sacramental. Por eso, tiene el sacerdocio espiritual para ofrecer hostias espirituales de que se habla en el Salmo: ‘El sacrificio que Dios quiere es un espíritu contrito'. Y también en la Carta a los Romanos: ‘Ofreceros a vosotros mismos en sacrificio vivo'. De ahí, la palabra de Pedro sobre ‘la santa comunidad sacerdotal para ofrecer sacrificios espirituales'

#### Essentia et non gradu tantum
Uno de los aspectos de la doctrina del Concilio Vaticano II, en su constitución dogmática sobre la Iglesia, la Lumen Gentium, en su número 10, es la explicación de cómo los dos sacerdocios, común y ministerial, participan del mismo y único sacerdocio de Cristo pero se distinguen 'esencialmente y no solamente de grado'. Aclarar este parecido y diferencia sigue siendo un punto importante en la teología católica sobre el sacerdocio. "Estamos ante dos modos analógicos de participar, entre los que la distinción o desemejanza es de naturaleza (son sacerdocios de naturaleza distinta), por más que sean expresiones mutuamente ordenadas —que se exigen mutuamente por la propia realidad de la Iglesia — de una única realidad sacerdotal: el sacerdocio de Jesucristo. El punto de reflexión consiste, por tanto, en preguntarse cómo o en qué pueden distinguirse por naturaleza y no sólo gradualmente dos sacerdocios derivados por participación del mismo y único origen. Es preciso meditar sobre el sacerdocio de Cristo: buscar la luz en esa luz".